# Lijst van nummer 1-hits in Nieuw-Zeeland in 2015
Deze hits stonden in 2015 op nummer 1 in de RIANZ Top 40, de bekendste hitlijst in Nieuw-Zeeland.
| Datum        | Artiest                              | Titel                   |
| ------------ | ------------------------------------ | ----------------------- |
| 5 januari    | Mark Ronson & Bruno Mars             | Uptown funk!            |
| 12 januari   | Mark Ronson & Bruno Mars             | Uptown funk!            |
| 19 januari   | Mark Ronson & Bruno Mars             | Uptown funk!            |
| 26 januari   | Mark Ronson & Bruno Mars             | Uptown funk!            |
| 2 februari   | Mark Ronson & Bruno Mars             | Uptown funk!            |
| 9 februari   | Mark Ronson & Bruno Mars             | Uptown funk!            |
| 16 februari  | Mark Ronson & Bruno Mars             | Uptown funk!            |
| 23 februari  | Ellie Goulding                       | Love me like you do     |
| 2 maart      | Ellie Goulding                       | Love me like you do     |
| 9 maart      | Rihanna, Kanye West & Paul McCartney | Fourfiveseconds         |
| 16 maart     | Rihanna, Kanye West & Paul McCartney | Fourfiveseconds         |
| 23 maart     | Rihanna, Kanye West & Paul McCartney | Fourfiveseconds         |
| 30 maart     | Rihanna, Kanye West & Paul McCartney | Fourfiveseconds         |
| 6 april      | Rihanna, Kanye West & Paul McCartney | Fourfiveseconds         |
| 13 april     | Wiz Khalifa & Charlie Puth           | See you again           |
| 20 april     | Wiz Khalifa & Charlie Puth           | See you again           |
| 27 april     | Wiz Khalifa & Charlie Puth           | See you again           |
| 4 mei        | Wiz Khalifa & Charlie Puth           | See you again           |
| 11 mei       | Wiz Khalifa & Charlie Puth           | See you again           |
| 18 mei       | Wiz Khalifa & Charlie Puth           | See you again           |
| 25 mei       | Wiz Khalifa & Charlie Puth           | See you again           |
| 1 juni       | Taylor Swift & Kendrick Lamar        | Bad blood               |
| 8 juni       | Wiz Khalifa & Charlie Puth           | See you again           |
| 15 juni      | Charlie Puth & Meghan Trainor        | Marvin Gaye             |
| 22 juni      | Major Lazer, DJ Snake & MØ           | Lean on                 |
| 29 juni      | Charlie Puth & Meghan Trainor        | Marvin Gaye             |
| 6 juli       | Major Lazer, DJ Snake & MØ           | Lean on                 |
| 13 juli      | Avalanche City                       | Inside out              |
| 20 juli      | Meghan Trainor & John Legend         | Like I'm gonna lose you |
| 27 juli      | Meghan Trainor & John Legend         | Like I'm gonna lose you |
| 3 augustus   | Meghan Trainor & John Legend         | Like I'm gonna lose you |
| 10 augustus  | One Direction                        | Drag me down            |
| 17 augustus  | The Weeknd                           | Can't feel my face      |
| 24 augustus  | The Weeknd                           | Can't feel my face      |
| 31 augustus  | The Weeknd                           | Can't feel my face      |
| 7 september  | Justin Bieber                        | What do you mean?       |
| 14 september | Justin Bieber                        | What do you mean?       |
| 21 september | Justin Bieber                        | What do you mean?       |
| 28 september | Justin Bieber                        | What do you mean?       |
| 5 oktober    | Justin Bieber                        | What do you mean?       |
| 12 oktober   | Justin Bieber                        | What do you mean?       |
| 19 oktober   | Justin Bieber                        | What do you mean?       |
| 26 oktober   | Justin Bieber                        | What do you mean?       |
| 2 november   | Adele                                | Hello                   |
| 9 november   | Adele                                | Hello                   |
| 16 november  | Adele                                | Hello                   |
| 23 november  | Justin Bieber                        | Sorry                   |
| 30 november  | Justin Bieber                        | Sorry                   |
| 7 december   | Justin Bieber                        | Love yourself           |
| 14 december  | Justin Bieber                        | Love yourself           |
| 21 december  | Justin Bieber                        | Love yourself           |
| 28 december  | Justin Bieber                        | Love yourself           |